# 盈江柯
盈江柯（学名：Lithocarpus jenkinsii）为壳斗科柯属下的一个种。

## 扩展阅读
- 維基物種上的相關：盈江柯